# 茅ヶ崎貝塚
座標: 北緯35度32分36.9秒 東経139度35分00.4秒 / 北緯35.543583度 東経139.583444度
茅ヶ崎貝塚（ちがさきかいづか）は、神奈川県横浜市都筑区茅ケ崎東（調査当時は港北区茅ヶ崎町）に所在する縄文時代前期～中期の貝塚・環状集落と、古墳時代（4世紀）・古代（奈良・平安時代）の集落を含む複合遺跡。港北ニュータウン遺跡群の1つとして発掘調査された。

## 概要
鶴見川の支流・早渕川の低地に向けて北東方向に突き出した、標高35メートル程の台地上に所在する。縄文時代貝塚の貝層は、台地から下る北側斜面と西側斜面に分布している。1965年（昭和40年）から始められた港北ニュータウン開発に伴う埋蔵文化財調査に伴い、1987年（昭和62年）8月５日から1988年（昭和63年）7月15日にかけて発掘調査された（港北ニュータウン遺跡群調査）。
調査の結果、台地上面で、縄文時代前期（黒浜式期）から中期（五領ヶ台式期）にかけての竪穴建物27軒（黒浜式期５軒、黒浜～諸磯a式期4軒、諸磯b式期7軒、十三菩提式期2軒、五領ヶ台式期2軒、不明4軒）、土坑墓85基、貯蔵穴3基、土坑内貝層1基が検出され、台地斜面では貝層2か所（北斜面貝層・西斜面貝層）が検出された。このほか、古墳時代中期の竪穴建物1軒、奈良・平安時代の竪穴建物1軒（竈のみ）が検出された。台地上の集落遺跡は破壊が激しく実態を十分とらえきれなかったが、前期中葉にこの地域に発達した環状集落の1つであり、中央広場に土坑墓群が形成されていることが確認された。
調査後、台地上は住宅地とマンションに造成されたが、調査概報では予備調査のみ行われた台地西側斜面の貝層は緑地として保存する予定としており、現在「せきれいのみち」と呼ばれている谷戸の緑道内に現存しているとみられる。